# Thalaina selenaea
Thalaina selenaea es una especie de polillas perteneciente a la familia Geometridae. Fue erigido por el entomólogo británico Henry Doubleday en 1856. Se encuentra distribuido con endemismo en Australia. Su planta huésped son especies del género Acacia.